# Choren Abrahamian
Choren Abrahamian (orm. Խորեն Աբրահամյան; ros. Хорен Бабкенович Абрамян, Choren Babkienowicz Abramian; ur. w 1930, zm. w 2004) – radziecki aktor i reżyser, Ludowy Artysta ZSRR.

## Życiorys
W 1951 ukończył Erywański Instytut Sztuki Teatralnej, od tego roku był aktorem i reżyserem Erywańskiego Ormiańskiego Teatru Dramatycznego im. Sundukiana, w latach 1980-1985 i od 1988 głównym reżyserem tego teatru. W latach 1985–1988 był głównym reżyserem Leninakańskiego Teatru Dramatycznego. Od 1949 występował w filmach kinowych .

## Nagrody i odznaczenia
- Ludowy Artysta ZSRR (1980).

## Role filmowe
- „Tajemnica górskiego jeziora”, 1954;
- „Pod chmurami”, 1957;
- „Piesnia pierwoj lubwi”, 1958;
- „Bracia Sarojanowie”, 1968;
- „Jerkunk”, 1978;
- „Aprecjek jerkar”, 1980;

i inne .